# Tanztheater Wuppertal

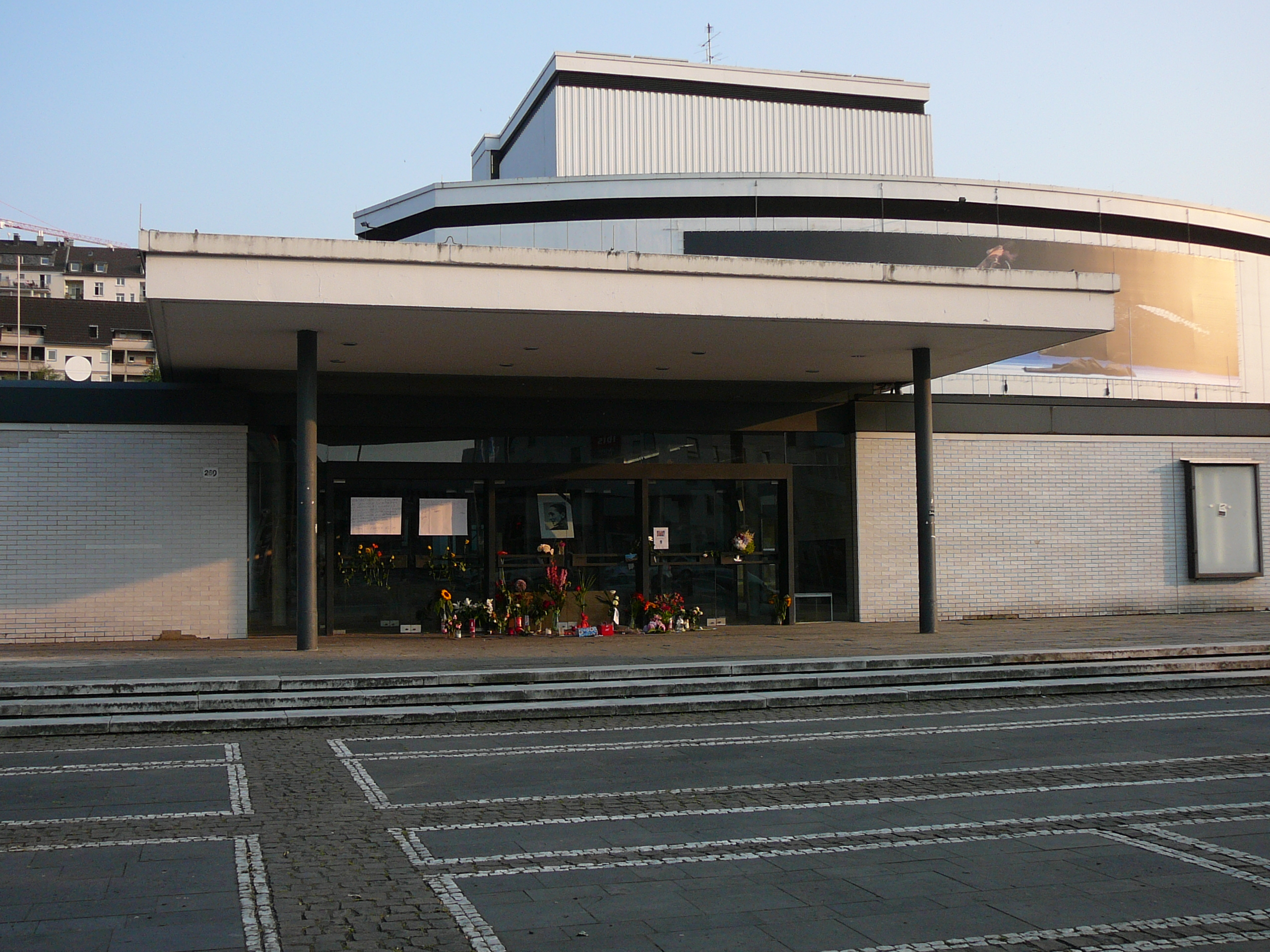
Entrée du Tanztheater de Wuppertal.

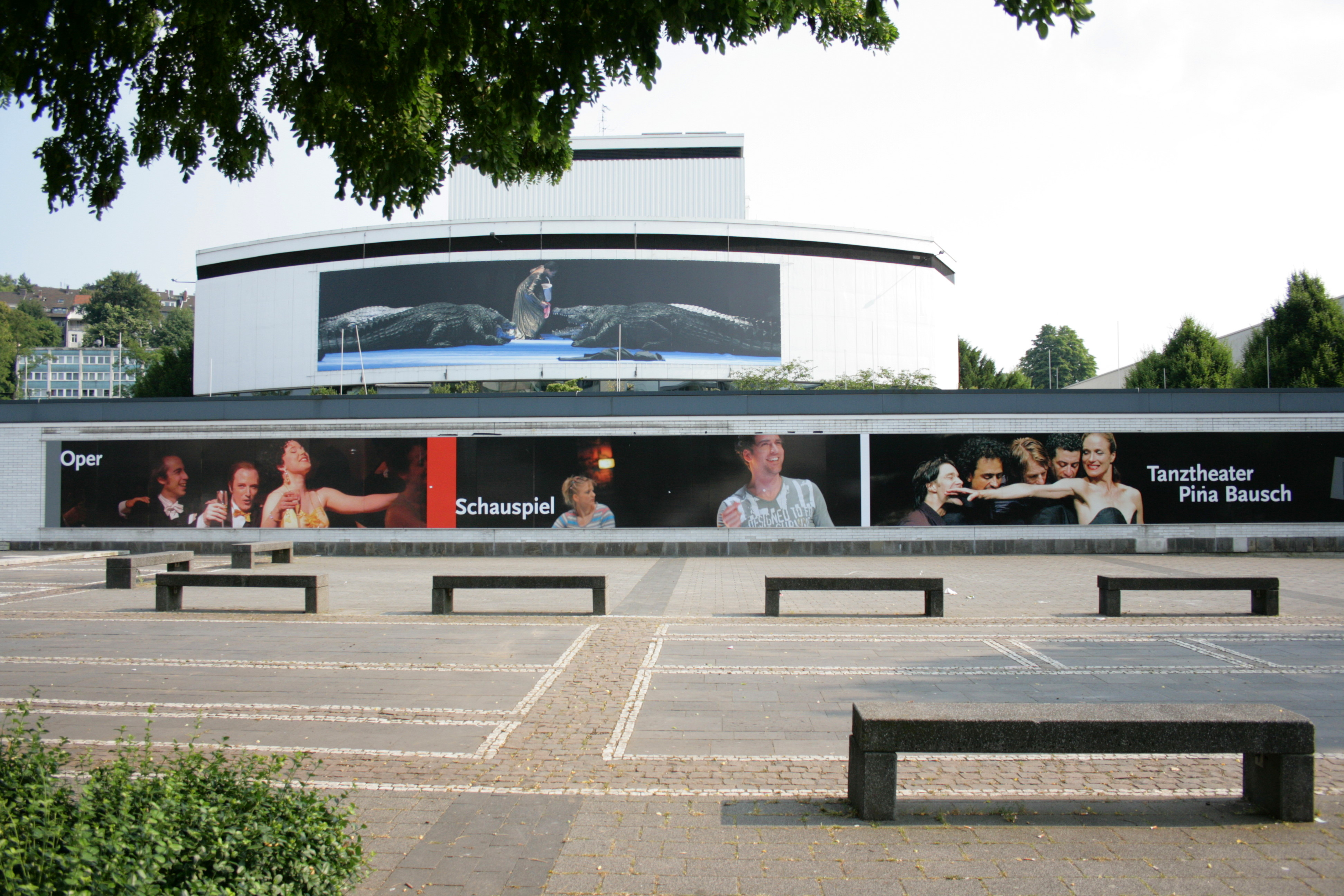
Le Tanztheater de Wuppertal

Le Tanztheater Wuppertal est une compagnie de danse contemporaine créée et dirigée initialement par Pina Bausch depuis 1973 et située à Wuppertal en Allemagne. Cette compagnie a introduit la nouvelle forme de danse-théâtre et est considérée comme une référence internationale. En 2022, sa direction est confiée pour 8 ans à Boris Charmatz.

## Historique
Avec le décès soudain de Pina Bausch le 30 juin 2009, la troupe se trouve sans direction. Dominique Mercy, danseur et proche collaborateur de Bausch, prend officieusement la tête du Tanztheater Wuppertal avec Robert Sturm, l'assistant personnel de la chorégraphe, pour en assurer la continuité. Ce choix est confirmé le 9 octobre 2009 par le conseil d'administration de l'institution.
En 2011, la compagnie compte vingt-neuf danseurs et une quinzaine de salariés. Depuis 1973, la troupe a accueilli environ 450 danseurs venus de tous les horizons.
En avril 2013, un nouveau directeur artistique est nommé en remplacement du tandem Mercy - Sturm qui souhaite prendre congé de la compagnie. Le conseil d'administration choisit à l'unanimité Lutz Förster, proche collaborateur de Pina Bausch et professeur à la Folkwang Universität d'Essen. Il est également décidé de renouer avec les créations dès la saison 2015-2016.
Le 21 octobre 2021, le conseil d'administration de la troupe a annoncé que le danseur et chorégraphe Boris Charmatz prendra la direction du Tanztheater Wuppertal Pina Bausch à partir de fin septembre 2022,.

## Répertoire
Le répertoire de la compagnie est constitué de 42 pièces dont 29 sont régulièrement à l'affiche, dansées quasi exclusivement par la troupe du Tanztheater à l'exception de deux pièces datant de 1975 et entrées au répertoire du ballet de l'Opéra de Paris : Le Sacre du printemps en 1997 et Orphée et Eurydice en 2005.
Chaque année, la compagnie donne une trentaine de représentations à l'Opernhaus Wuppertal.